# Anomala bryani
Anomala bryani är en skalbaggsart som beskrevs av Ohaus 1915. Anomala bryani ingår i släktet Anomala och familjen Rutelidae. Utöver nominatformen finns också underarten A. b. glaucipennis.